# Nosopsyllus baltazardi
Nosopsyllus baltazardi är en loppart som beskrevs av Farhang-azad 1970. Nosopsyllus baltazardi ingår i släktet Nosopsyllus och familjen fågelloppor. Inga underarter finns listade i Catalogue of Life.